# Lulu Santos
Luiz Maurício Pragana dos Santos, mais conhecido como Lulu Santos (Rio de Janeiro, 4 de maio de 1953), é um cantor, compositor, produtor musical e guitarrista brasileiro. Começou sua carreira na banda Vímana, e no começo da década de 1980 se tornou um dos músicos mais bem-sucedidos da música brasileira. Foi incluído em duas listas da Rolling Stone Brasil, os 100 maiores artistas brasileiros em 2009, e a dos 30 maiores ícones brasileiros da guitarra e do violão em 2012.

## Primeiros anos
Lulu Santos nasceu numa família de classe média da cidade do Rio de Janeiro. Seus pais eram o militar da Força Aérea Brasileira Marcos Baptista Pragana dos Santos Jr. e a advogada Vera da Gama Pragana. Como brigadeiro e engenheiro militar, seu pai administrou por mais de 10 anos a Companhia Eletromecânica CELMA, em Petrópolis, a primeira firma a fazer revisão de motores de avião a jato.
Começou a tocar aos doze anos de idade, muito precoce, formando uma banda inspirada nos Beatles chamada de Cave Man. Contrariando o desejo de seu pai, de que também se tornasse militar, fugiu de casa antes de completar o colegial, percorrendo o Brasil com hippies. Aos dezenove anos tocava no grupo Veludo Elétrico, com Fernando Gama e Paul de Castro. Um ano depois, Lulu, Ritchie e Lobão formam a banda Vímana, da qual saiu expulso pelo ex-tecladisda do Yes, Patrick Moraz, por não concordar com os rumos que a banda acabou seguindo. Uma apresentação sua com a banda no Hollywood Rock no verão de 1975, no Rio de Janeiro, pode ser vista no documentário Ritmo Alucinante. Após trabalhar como músico freelancer, Lulu Santos resolveu seguir carreira solo.

## Carreira
Antes de se tornar músico, trabalhou como colunista em revistas como a Som Três da Editora Três, escrevendo comentários sobre os álbuns da época. Em 1981, assinou com a gravadora WEA e assumiu o nome de Lulu Santos, gravando Tesouros da Juventude em parceria com o jornalista Nelson Motta. Seguiram-se outras canções de sucesso: "Tempos Modernos" (1982), "O Ritmo do Momento" (1983), "O Último Romântico" (1984) — cujo arranjo musical foi fortemente influenciado pela canção "Greece", de George Harrison, do álbum Gone Troppo (1982) — "Tudo Azul" (1984), "Normal" (1985), "Lulu" (1986) e "Toda Forma de Amor" (1988). Em 1985 participou do Rock in Rio e, dois anos depois, foi premiado com o disco de platina. O cantor recusou o prêmio na cerimônia de entrega por não ter atingido o limite mínimo de vendas de 250 mil cópias.
Entrou em um período de crise a seguir, quando tentou aproximar o pop com os ritmos brasileiros, através dos trabalhos Popsambalanço e outras Levadas, Honolulu e Mondo Cane. Mas em seguida engatou parceria com o produtor Marcelo Mansur, o DJ Memê, que alavancou novamente sua carreira com discos como Assim Caminha a Humanidade (1994), cuja faixa-título tornou-se tema de abertura do seriado Malhação entre 1995 e 1999.

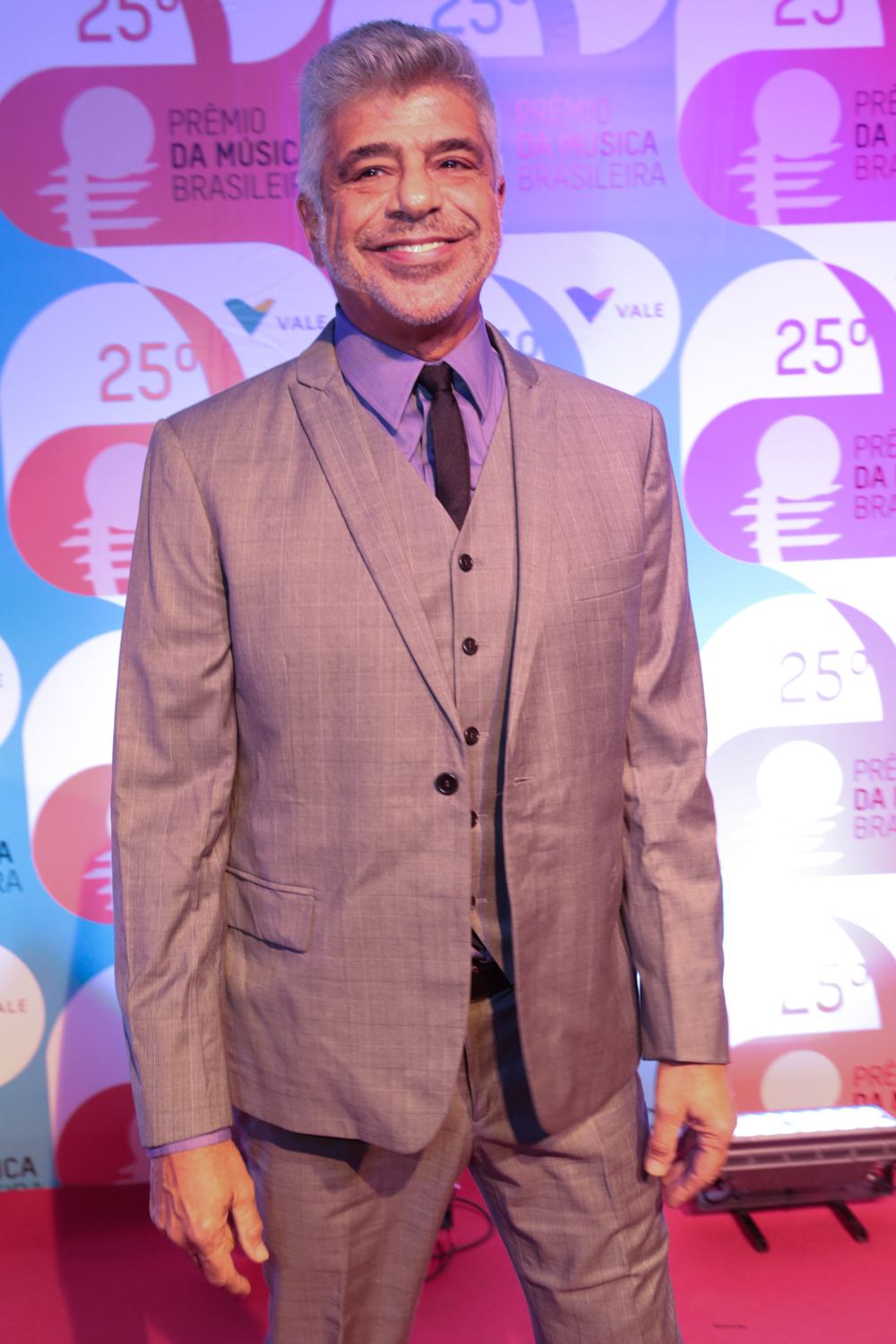
Santos no Prêmio da Música Brasileira 2014

Na década de 1990, Lulu quis se distanciar do rótulo de roqueiro, flertando com a música eletrônica, a dance music, a música disco, o funk, o soul e o rhythm & blues. trabalhou com o DJ Memê em Eu e Memê, Memê e Eu (1995), Na época uma campanha da Grendene para os chinelos Rider teve Tim Maia gravando um dos sucessos de Lulu, "Como Uma Onda". Lulu retribuiu fazendo para a mesma campanha uma versão de uma das canções do repertório de Maia, "O Descobridor dos Sete Mares". Seguiram-se Anticiclone Tropical (1996), Liga Lá, assumindo a produção, e o álbum foi mestrado pelo tropicalista Rogério Duprat em (1997), Calendário (1999); em 2000 lançou o primeiro DVD, o Acústico MTV, com o CD lançado em dois volumes; em 2002 lançou o disco Programa; em 2003 foi lançado Bugalu, novamente em parceria com o DJ Memê; em 2004 lançou o segundo DVD, o MTV ao Vivo; no ano de 2005 como lançamento de seu disco, seguiu-se Letra e Música, com a turnê Popstar; em 2007, com Longplay, ficou três anos em turnê pelo Brasil e o show foi visto por mais de cinco milhões de pessoas, acompanhado por sua banda e se utilizando do que há de mais moderno em tecnologia, com paredes de LED, iluminação e projeções feitas com clipes interativos. No fim de 2009 flertou com o samba novamente no álbum Singular, recheado de canções pop no melhor estilo que o consagrou. Em meados de 2010, em comemoração aos seus trinta anos de carreira solo, aos vinte anos da MTV Brasil e aos dez anos da gravação do seu primeiro Acústico MTV, Lulu lançou o seu terceiro DVD, Lulu Acústico MTV II.
Em 2011, participou do projeto "Covers" do Circuito Cultural Banco do Brasil com o show em homenagem a dupla Roberto Carlos e Erasmo Carlos. Em 2012, passou a ser jurado do The Voice Brasil, junto de Claudia Leitte, Daniel e Carlinhos Brown. Em dezembro do mesmo ano lançou a compilação Toca Lulu, caixa composta por quatro discos contendo sucessos em comemoração de trinta anos de carreira, tendo vendido mais de trezentas mil cópias e sendo certificado com disco de diamante em 2015. Em 26 de março de 2013, fez o show de encerramento do programa Big Brother Brasil 13. No mesmo ano lançou o álbum tributo Lulu Canta & Toca Roberto e Erasmo, em 2014, lançou o álbum Luiz Maurício, retomando seu flerte com a música eletrônica, e um single em parceria com Felipe Dylon, com a regravação de Ano Novo Lunar. Em 2015 lançou o quarto DVD ao vivo, Toca + Lulu, mesmo ano em que fez participações especiais no programa Tá no Ar, da Rede Globo. No mesmo ano lança o  box Tão Bem contendo seus primeiros quatro álbuns lançado pela WEA e divididos em 4 CDs.[carece de fontes?] Em março de 2017, anunciou que estava preparando um álbum em homenagem aos setenta anos da cantora Rita Lee, inicialmente intitulado Um belo dia resolvi mudar, uma alusão a trecho da canção "Agora Só Falta Você", mais tarde mudado para Baby Baby!, inspirado em trecho da canção "Ovelha Negra". No mesmo ano, é lançado o álbum O Funk Canta Lulu, álbum tributo a Lulu Santos produzido pelo DJ Sanny Pitbull, com participação de artistas de funk carioca: MC Marcinho, MC Bob Rum, Amaro, MC Cacau, MC Koringa, MC Leozinho, Márcio G, MC Sabrina, Deise Loira, Tati Quebra-Barraco, Buchecha, Naldo Benny e Valesca Popozuda. Em 2018 anunciou o início da turnê Canta Lulu!, que apresenta no set list vários sucessos de sua carreira e do último disco (Baby Baby!).

## Vida pessoal
Foi casado entre 1978 e 2006 com a jornalista Scarlet Moon, a qual conheceu em uma festa na casa de Caetano Veloso. Scarlet havia feito uma laqueadura antes de conhecê-lo por já ter três filhos de um casamento anterior, fato este que impediu Lulu de ter filhos com a esposa, criando os enteados.
Em 2018 declarou-se bissexual, assumindo namoro com o analista de sistemas Clebson Teixeira, com quem se casou. Antes disso, entre 2008 e 2016, namorou o empresário Bruno Azevedo.

## Discografia
Álbuns de estúdio
- 1982 - Tempos Modernos
- 1983 - O Ritmo do Momento
- 1984 - Tudo Azul
- 1985 - Normal
- 1986 - Lulu
- 1988 - Toda Forma de Amor
- 1989 - Popsambalanço e Outras Levadas
- 1990 - Honolulu
- 1992 - Mondo Cane
- 1994 - Assim Caminha a Humanidade
- 1995 - Eu e Memê, Memê e Eu
- 1996 - Anticiclone Tropical
- 1997 - Liga Lá
- 1999 - Calendário
- 2002 - Programa
- 2003 - Bugalu
- 2005 - Letra & Música
- 2007 - Longplay
- 2009 - Singular
- 2013 - Lulu Canta & Toca Roberto e Erasmo
- 2014 - Luiz Maurício
- 2017 - Baby Baby!
- 2019 - Pra Sempre
- 2024 - Atemporal[27]

## Filmografia

### Televisão
| Ano             | Título                    | Cargo     | Nota                          |
| --------------- | ------------------------- | --------- | ----------------------------- |
| 1994            | Confissões de Adolescente | Alberto   | Episódio: "Chegou o Verão"    |
| 2002            | Os Normais                | Ele mesmo | Episódio: "Sensações Normais" |
| 2004            | Celebridade               | Ele mesmo | Episódio: "12 de março"       |
| 2009            | Três Irmãs                | Ele mesmo | Episódio: "10 de abril"       |
| 2012–2023; 2025 | The Voice Brasil          | Técnico   | 12 temporadas                 |
| 2023            | Vai na Fé                 | Ele mesmo | Episódio: "17 de julho"       |

### Cinema
| Ano  | Título                                          | Personagem     | Notas        |
| ---- | ----------------------------------------------- | -------------- | ------------ |
| 1986 | O Cinema Falado                                 | Ele mesmo      | Documentário |
| 1997 | O Que É Isso, Companheiro?                      | Sargento Eiras |              |
| 2004 | Um Show de Verão                                | Ele mesmo      |              |
| 2007 | Podecrer!                                       | Padre Falcão   |              |
| 2014 | Os Homens São de Marte... e É pra lá que Eu Vou | Ele mesmo      |              |
| 2023 | Um Ano Inesquecível - Outono                    | Ele mesmo      | [ 29 ]       |

## Banda
Formação atual
- Sergio Melo - bateria
- Hiroshi Mizutani - teclados (Tokai TX-5, Fender Rhodes) e programação eletrônica
- Tavinho Menezes - guitarras e slide guitar
- Jorge Aílton - baixo e vocais
- Robson Sá - vocais e percussão